# مخزون

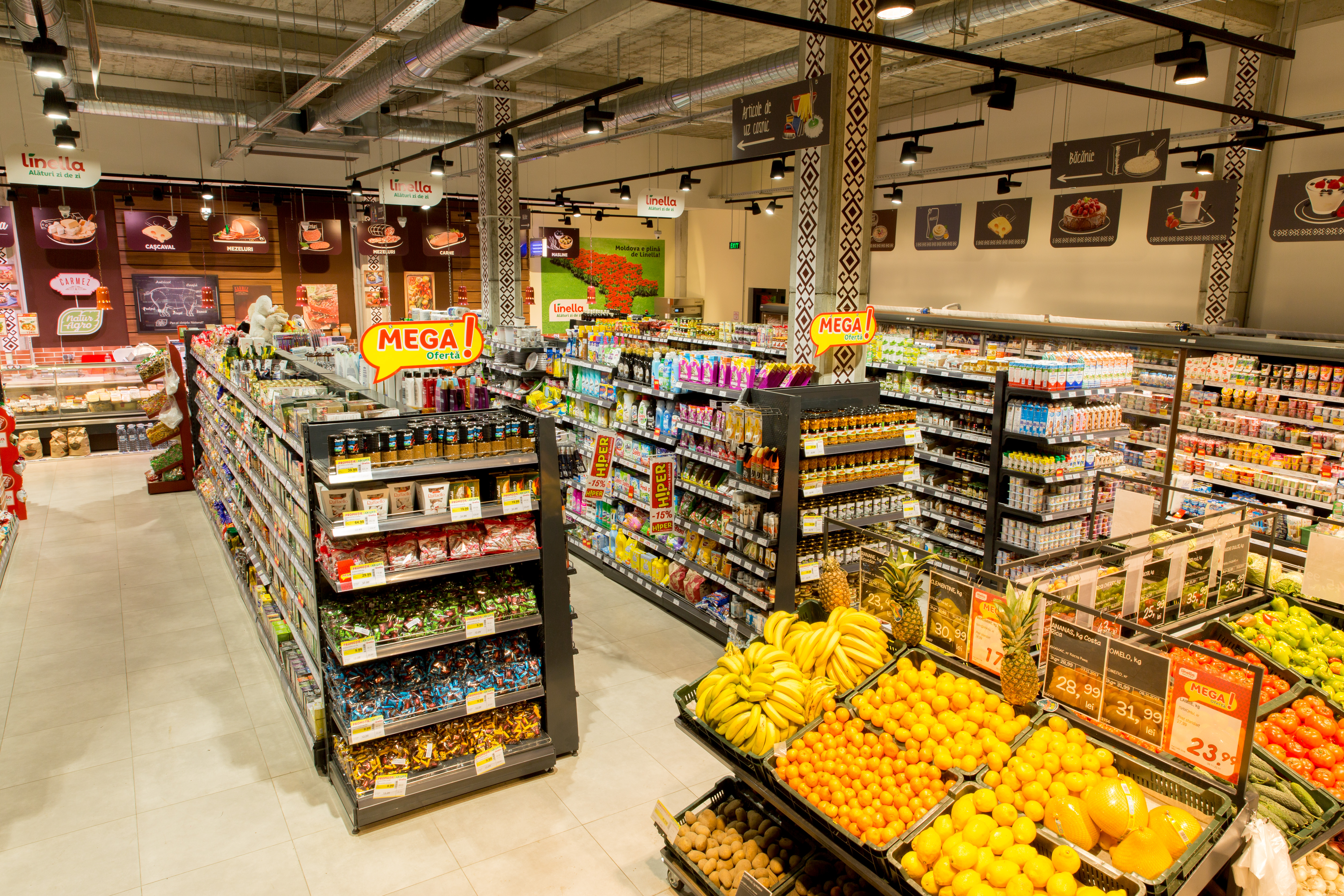
مخزون خاص بمتجر

المخزون (بالانجليزية: Supply (economics)) هو عبارة عن السلع والمواد التي تمتلكها المنشأة بغرض إعادة بيعها أو لاستخدامها في صنع
منتجات للبيع، وبعبارة أخرى يقصد بالمخزون السلع التي تستخدم في عمليات الإنتاج المقبلة والسلع نصف المصنعة والسلع الجاهزة الموجودة جميعها بالمخازن أو في ساحات العمل أو في الطريق إلى المشتري، كما تعد هذه السلع جزءاً رئيسياً من الأصول الرأسمالية للمنشأة الصناعية وعاملاً مهماً في تغيير معدلات الإنتاج ونمو الدخل القومي على مستوى الاقتصاد كله. فإذا أخذ حجم السلع الموجودة في المخازن والمستودعات في بداية الفترة المدروسة ونهايتها فإن الزيادة بين الحجمين هي في الواقع أحد مكونات عناصر التكوين الرأسمالي.
المخزون (باللغة الإنجليزية الأمريكية) أو الأسهم (الإنجليزية البريطانية) هي السلع والمواد التي تحتفظ بها الشركة لتحقيق الهدف النهائي المتمثل في إعادة البيع أو الإصلاح.
إدارة المخزون هي تخصص في المقام الأول حول تحديد شكل ومكان تخزين السلع، تم توسيع مفهوم المخزون أو المخزون أو العمل قيد التشغيل من أنظمة التصنيع إلى خدمات الأعمال والمشاريع، من خلال تعميم التعريف ليكون «كل عمل ضمن عملية الإنتاج - كل عمل حدث أو حدث قبل اكتمال الإنتاج.» في سياق نظام الإنتاج الصناعي، يشير المخزون إلى كل الأعمال التي حدثت - المواد الخام، والمنتجات النهائية جزئيا، والمنتجات النهائية قبل البيع والمغادرة من نظام التصنيع. في سياق الخدمات  يشير المخزون إلى جميع الأعمال المنجزة قبل البيع، بما في ذلك معلومات العملية بشكل جزئي.
يتعامل نطاق إدارة المخزون مع التوازن بين فترة الاستغناء النهائية، وتحمل تكاليف المخزون، وإدارة الأصول، والتنبؤ بالجرد، وتقييم المخزون، ورؤية المخزون، والتنبؤ المستقبلي لجرد المخزون، الجرد المادي، والمساحة المادية المتاحة، وإدارة الجودة، والتجديد، والعائدات، والمعطوبة. السلع والتنبؤ بالطلب. وتحقيق التوازن بين هذه المتطلبات المتنافسة يؤدي إلى مستويات مخزون مثالية، وهي عملية مستمرة مع تحول احتياجات العمل والرد على البيئة الأوسع. تشتمل إدارة المخزون على بائع تجزئة يسعى للحصول على تشكيلة البضائع المناسبة والمحافظة عليها في حين يتم التحقق من الطلب والشحن والتعامل والتكاليف ذات الصلة. كما تتضمن أنظمة وعمليات تحدد متطلبات المخزون، وتضع أهدافًا، وتوفر تقنيات التجديد، وتقرير حالة المخزون الفعلي والمتوقع، وتتعامل مع جميع الوظائف المتعلقة وإدارة المواد. ويشمل ذلك رصد المواد المنقولة داخل وخارج مواقع تخزين المخزون والتوفيق بين أرصدة المخزون. كما قد يشمل تحليل ABC ، دعم الدورة  التعداد، تتبع سلعة إلخ. إدارة المخزونات، مع الهدف الأساسي لتحديد / التحكم في مستويات المخزون في نظام التوزيع المادي، لها وظائف لموازنة الحاجة إلى توافر المنتجات ضد الحاجة إلى تقليل تكاليف الأسهم القابضة والمناولة.
التخزين:
الأنشطة اللوجستية المرتبطة مع عملية إدارة المخزون
مفهوم إدارة المخزون
إدارة المخزون هي العملية التي تشمل التخطيط والتنظيم والرقابة على جميع الأنشطة المتعلقة بتخزين المواد الخام، المنتجات النهائية، أو المواد الوسيطة. الهدف الأساسي من إدارة المخزون هو ضمان توفر المواد المطلوبة بالكميات المناسبة في الوقت المناسب بأقل تكلفة ممكنة.
أهداف إدارة المخزون
إدارة المخزون تعتبر جزءًا أساسيًا من العمليات اللوجستية التي تهدف إلى ضمان توافر المواد والمنتجات في الوقت والمكان المناسبين، دون إهدار في الموارد أو زيادات غير ضرورية في الكميات المخزنة. وتتمثل أهداف إدارة المخزون في النقاط الرئيسية التالية:
1.    تقليل التكاليف: تجنب الزيادة غير الضرورية في المخزون
تعتبر تقليل التكاليف من الأهداف الأساسية لإدارة المخزون. زيادة المخزون عن الحاجة أو وجود مواد غير مستخدمة لفترات طويلة يؤدي إلى عدة أضرار مادية ومعنوية:
- التكاليف     المرتفعة في التخزين: زيادة المخزون يعنى الحاجة إلى     مساحة تخزين أكبر، مما يزيد من تكاليف الإيجار أو الصيانة.
- تكاليف التمويل: المخزون يمثل أموالاً مجمدة، وهذا يعني أن رأس المال المستخدم في شراء     المخزون يمكن أن يكون أكثر فائدة إذا تم استثماره في مجالات أخرى من العمل.
- المخاطر الناتجة     عن التلف أو الفقدان: بعض المواد قد تتلف أو تفسد مع     مرور الوقت، مما يزيد من التكاليف المرتبطة بإعادة شراء المخزون. إدارة المخزون بطريقة فعّالة تتطلب     تحديد الحد الأدنى من المخزون الذي يلبي الاحتياجات الفعلية مع الحفاظ على     تكاليف منخفضة. ويتحقق ذلك من خلال تحليل دقيق للطلب والمبيعات السابقة     لاختيار الكميات المثلى من المواد أو المنتجات المخزنة.

2.    تحسين الإنتاجية: ضمان توفر المواد لتجنب انقطاع العمليات
من دون المخزون المناسب في الوقت المناسب، قد تتعرض العمليات الإنتاجية إلى الانقطاع أو التأخير. تحسين الإنتاجية يتطلب التأكد من أن المواد أو المنتجات التي يحتاجها خط الإنتاج أو العمليات الأخرى متوفرة دائمًا.
- التنظيم     والتخطيط الجيد: لضمان عدم وجود نقص في المواد     اللازمة للإنتاج، فإن تنظيم مستويات المخزون بناءً على البيانات الدقيقة     والتنبؤ بالطلب المستقبلي يمكن أن يساعد في تحقيق استمرارية العمل.
- تقليل فترة     التوقف: وجود المخزون الكافي يعني أنه     عندما تتطلب عملية الإنتاج مواد معينة، فإنها ستكون متوفرة دون الحاجة إلى     انتظار شحنات جديدة، مما يقلل من الوقت الذي يتم هدره بسبب نقص المواد.
- تحسين عمليات     التوريد: من خلال استخدام أنظمة مراقبة     المخزون المتقدمة (مثل أنظمة إدارة الموارد ERP)، يمكن للشركات تحسين توقيت     الشحنات من الموردين لضمان توفر المواد في الوقت المحدد.

3.    زيادة رضا العملاء: تسليم المنتجات في الوقت المحدد
أحد الأهداف النهائية لإدارة المخزون هو زيادة رضا العملاء. تسليم المنتجات في الوقت المحدد يساهم بشكل كبير في بناء الثقة وتعزيز العلاقات التجارية.
- تحقيق التوازن     بين العرض والطلب: من خلال إدارة المخزون بشكل جيد،     يمكن للشركات التأكد من أن لديها ما يكفي من المنتجات لتلبية الطلبات     المتزايدة، وبالتالي تقليل المخاطر المرتبطة بنقص المنتجات.
- تحسين الكفاءة     التشغيلية: المخزون المنظم يمنع التأخير في     تقديم الخدمات أو تسليم المنتجات. يمكن أن يكون ذلك حاسمًا بالنسبة للشركات     التي تعتمد على تلبية الطلبات في الوقت المحدد.
- تقليل وقت الشحن     والتسليم: مع وجود مخزون كافٍ من المنتجات في     مستودعات قريبة من العملاء أو مراكز التوزيع، يصبح من الأسهل تسليم المنتجات     بسرعة.

مفهوم المخزون
المخزون هو مجموع المواد أو المنتجات المخزنة لتلبية الطلب الحالي أو المستقبلي. يتنوع المخزون في الأشكال والأنواع حسب طبيعة العمل واحتياجات المؤسسة. ويمكن تقسيمه إلى عدة فئات رئيسية، وهي:
1.    المواد الخام
المواد الخام هي العناصر الأولية التي تستخدم في الإنتاج أو التصنيع. وتشمل المواد الأساسية التي يتم تحويلها إلى منتجات نهائية من خلال عمليات التصنيع المختلفة.
- أهمية المواد     الخام: هي الأساس في جميع الصناعات، فبدون     هذه المواد لا يمكن بدء عمليات الإنتاج.
- إدارة المواد     الخام: تتطلب الشركات تخزين المواد الخام     بكميات مناسبة بحيث تكون دائمًا في متناول اليد عند الحاجة إليها في العملية     الإنتاجية.

2.    المنتجات نصف المصنعة
هي المنتجات التي خضعت لبعض العمليات الإنتاجية ولكنها لم تكتمل بعد. قد يتم تخزينها ليتم إكمال تصنيعها لاحقًا في مراحل أخرى.
- دورها في     الإنتاج: تمثل هذه المنتجات وسيطًا في عملية     التصنيع، حيث تستخدم كمواد لإنتاج المنتج النهائي.
- إدارة المنتجات     نصف المصنعة: يتطلب الأمر التخزين بشكل دقيق     لضمان عدم التأثير على جودة المنتج النهائي.

3.    المنتجات الجاهزة
هي السلع أو المنتجات التي تم الانتهاء من تصنيعها وجاهزة للبيع أو الاستخدام. هذه المنتجات تكون في المخزون لتلبية الطلبات من العملاء أو المستخدمين النهائيين.
- تأثير على     العمليات التجارية: المنتجات الجاهزة تلعب دورًا مهمًا     في الربح، حيث تعتمد الشركات على بيع هذه المنتجات لتحقيق العوائد المالية.
- إدارة المنتجات     الجاهزة: تحتاج الشركات إلى مراقبة مخزونها     من المنتجات الجاهزة بشكل دوري لضمان توافر الكميات اللازمة لتلبية احتياجات     السوق.

أهمية المخزون:
- تلبية الطلب     المستقبلي: المخزون يساعد الشركات على تلبية     الطلبات المستقبلية من العملاء بدون تأخير.
- تقليل المخاطر     التجارية: المخزون يمثل وسيلة لحماية الشركات     من التقلبات في الطلب أو مشاكل التوريد.

أنواع المخزون
إدارة المخزون تتضمن التعامل مع عدة أنواع من المخزون، حيث يتم تصنيف المواد المخزنة إلى فئات مختلفة وفقاً لموقعها في سلسلة التوريد أو مراحل الإنتاج. وفيما يلي شرح تفصيلي لأربعة أنواع رئيسية من المخزون:
1.    المواد الخام (Raw Materials)
المواد الخام هي العناصر الأساسية التي تستخدم في عملية التصنيع أو الإنتاج، قبل أن يتم تحويلها إلى منتجات نصف مصنعة أو نهائية. تمثل هذه المواد الأساس الذي يبدأ به أي عملية إنتاجية.
أهمية المواد الخام:
- أساس العمليات     الإنتاجية: لا يمكن لأي عملية إنتاجية أن تبدأ     بدون المواد الخام، فهي العنصر الرئيسي الذي يتم من خلاله تصنيع المنتجات     النهائية.
- دور في التكاليف: تمثل المواد الخام جزءًا كبيرًا من التكاليف الأولية للإنتاج، وبالتالي     إدارة المخزون لها دور كبير في تقليل التكاليف المرتبطة بها.

أمثلة على المواد الخام:
- المعادن (مثل الحديد والنحاس)
- البلاستيك والمواد الكيميائية.
- الخامات الزراعية (مثل الحبوب،     الخشب، القطن)

إدارة المخزون:
- التخزين: يتطلب تخزين المواد الخام في بيئة مناسبة للحفاظ على جودتها من خلال     تقليل التلوث أو التلف.
- الطلب: تحتاج الشركات إلى توقع الطلب بشكل دقيق على المواد الخام لتجنب نقص أو     زيادة المخزون.

2.    المخزون قيد العمل (Work In Progress - WIP)
المخزون قيد العمل يشمل المنتجات التي بدأت عملية التصنيع ولكنها لم تكتمل بعد. تعتبر هذه المنتجات نصف مكتملة، أي أنها في مرحلة ما قبل النهائي.
أهمية المخزون قيد العمل:
- ربط المراحل     الإنتاجية: يمثل المخزون قيد العمل الرابط بين     المواد الخام والمنتجات النهائية. حيث يتم تحويل المواد الخام إلى منتجات نصف     مكتملة ثم إلى منتجات نهائية.
- تحسين استمرارية     العمل: يعد وجود المخزون قيد العمل أمرًا     مهمًا في منع توقف العمليات الإنتاجية، حيث يضمن استمرارية الإنتاج أثناء     انتظار استكمال بعض المراحل أو العمليات.

إدارة المخزون قيد العمل:
- مراقبة تقدم     الإنتاج: يتطلب المخزون قيد العمل متابعة     دقيقة لتحديد المراحل التي تم إنجازها والوقت المتوقع لإتمام كل مرحلة.
- التوازن بين     الطلب والعرض: يجب تحديد حجم المخزون قيد العمل     بناءً على طاقة الإنتاج وسرعة التحويل لضمان عدم حدوث تعطل أو تراكمات غير     مرغوب فيها.

أمثلة على المخزون قيد العمل:
- قطع السيارات في خط التجميع.
- المواد التي يتم معالجتها أو     تجميعها في المصانع.
- الإلكترونيات أو الأجهزة التي تم     تركيب أجزاء منها لكن لم تكتمل بعد.

3.    المنتجات النهائية (Finished Goods)
المنتجات النهائية هي السلع التي اكتملت عمليات تصنيعها أو تجهيزها وهي جاهزة للبيع أو التسويق. هذا النوع من المخزون يعد الأكثر ارتباطًا بالعملاء لأنه يمثل السلع التي ستنقل مباشرة إلى السوق.
أهمية المنتجات النهائية:
- الدخل     والإيرادات: تمثل المنتجات النهائية المصدر     الرئيسي للإيرادات في الشركات التجارية، حيث يتم بيعها للعملاء أو المتاجر.
- تحقيق رضا العملاء: توفر الشركات المخزون الكافي من المنتجات النهائية لضمان قدرتها على     تلبية طلبات العملاء بشكل مستمر وفي الوقت المحدد.

إدارة المخزون:
- الرقابة على     الكميات: يجب على الشركات مراقبة مستوى     المخزون من المنتجات النهائية بشكل مستمر لتلبية احتياجات السوق دون التأثير     على الأداء المالي.
- توزيع فعال: استراتيجيات التوزيع الفعالة تشمل إدارة المخزون الجغرافي واللوجستي     للمنتجات النهائية لضمان وصولها بسرعة وكفاءة إلى العملاء.

أمثلة على المنتجات النهائية:
- الهواتف المحمولة الجاهزة للبيع.
- الملابس الجاهزة للعرض في المتاجر.
- الأجهزة المنزلية مثل الثلاجات     والغسالات.

4.    المواد الاحتياطية (Spare Parts)
المواد الاحتياطية هي المواد التي يتم الاحتفاظ بها لاستخدامها في صيانة المعدات أو استبدال الأجزاء التالفة. وتشمل هذه المواد العناصر التي تدعم استمرارية العمل في العمليات الإنتاجية أو في تشغيل الآلات والمعدات.
أهمية المواد الاحتياطية:
- استمرارية     التشغيل: تلعب المواد الاحتياطية دورًا     حيويًا في ضمان استمرارية العمليات الصناعية من خلال توفير قطع غيار وأدوات     لتجنب التوقف بسبب الأعطال.
- التقليل من     التوقفات: بوجود المواد الاحتياطية في     المخزون، يمكن تقليل الوقت المستغرق لإصلاح الأعطال أو إجراء الصيانة اللازمة     للمعدات.

إدارة المخزون الاحتياطي:
- التخزين المنظم: يجب تخزين المواد الاحتياطية في بيئة مناسبة لضمان سهولة الوصول إليها     وحمايتها من التلف.
- التوقع والتخطيط: يتم تحديد كمية المواد الاحتياطية بناءً على تحليل الأعطال المتوقعة     وأهمية كل عنصر في عملية الإنتاج.

أمثلة على المواد الاحتياطية:
- قطع غيار الآلات (مثل المحركات أو     التروس)
- معدات الصيانة مثل الأدوات اليدوية     أو الشحم الصناعي.
- أجهزة الكمبيوتر أو الخوادم     الاحتياطية في المؤسسات التقنية.

مستويات المخزون
إدارة المخزون تعتمد بشكل كبير على تحديد مستويات المخزون بشكل دقيق. هذه المستويات تساعد الشركات في تجنب مشاكل مثل نقص المخزون أو تراكمه الزائد، وتساهم في تحسين الكفاءة وتقليل التكاليف. يتم تحديد ثلاثة مستويات أساسية للمخزون وهي الحد الأدنى للمخزون، المخزون الاحتياطي، والحد الأقصى للمخزون، وهي جميعها متكاملة وتؤدي إلى تحسين عملية إدارة المخزون بشكل عام.
1. الحد الأدنى للمخزون (Minimum Stock Level)
الحد الأدنى للمخزون هو أقل كمية من المواد أو المنتجات التي يجب أن تكون موجودة في المخزون لضمان استمرارية الإنتاج أو العمليات التجارية دون انقطاع. هذا المستوى يختلف حسب نوع العمل ومتطلبات الإنتاج، ولكنه يعبر عن الحد الذي لا يجب أن يصل إليه المخزون، بحيث إذا انخفض المخزون إلى هذا الحد، يجب على الشركة اتخاذ إجراءات فورية لزيادة المخزون.
أهمية الحد الأدنى للمخزون:
- تجنب انقطاع     الإنتاج: إذا كان مستوى المخزون أقل من الحد     الأدنى المطلوب، قد يؤدي ذلك إلى توقف العمليات الإنتاجية أو تأخير تلبية     طلبات العملاء.
- مرونة التشغيل: يساعد الحفاظ على الحد الأدنى للمخزون في توفير مرونة في التعامل مع     التغيرات في الطلب، خاصة في الحالات الطارئة.

إدارة الحد الأدنى للمخزون:
- الاستناد إلى     تحليل الطلب: يجب حساب الحد الأدنى للمخزون     بناءً على متوسط الطلب اليومي والوقت اللازم لإعادة التوريد.
- التوقع والتحليل: يعتمد تحديد هذا المستوى على التنبؤ بالطلب وأوقات التوريد، وهو أمر     حيوي لتجنب العجز المفاجئ.

مثال على الحد الأدنى للمخزون:
في حالة مصنع للملابس، يمكن أن يكون الحد الأدنى للمخزون من الأقمشة هو الكمية اللازمة لإنتاج 5,000 قطعة من الملابس في الأسبوع.

2. المخزون الاحتياطي (Safety Stock)
المخزون الاحتياطي هو كمية إضافية من المواد المخزنة بهدف مواجهة أي تقلبات غير متوقعة في الطلب أو التأخير في تسليم المواد من الموردين. يُعد المخزون الاحتياطي هامًا في حالات الطوارئ مثل الأزمات المفاجئة أو مشاكل التوريد.
أهمية المخزون الاحتياطي:
- التعامل مع     التقلبات: يساعد المخزون الاحتياطي في توفير     الحماية ضد تقلبات العرض والطلب. فعندما يواجه الموردون تأخيرًا أو عندما     يرتفع الطلب بشكل مفاجئ، يساعد المخزون الاحتياطي على تلبية هذه الاحتياجات     بشكل فوري.
- تجنب التأخيرات     في الإنتاج: في حال حدوث مشاكل مع الموردين أو     في حال كان الطلب على المنتجات أعلى من المتوقع، يضمن المخزون الاحتياطي     استمرار الإنتاج دون توقف.

إدارة المخزون الاحتياطي:
- تحديد حجم     المخزون الاحتياطي: يعتمد تحديد الكمية اللازمة من     المخزون الاحتياطي على تاريخ التأخير في التوريد، وكذلك على التوقعات     المتعلقة بالطلب.
- التحديث المستمر: يجب مراجعة المخزون الاحتياطي بشكل دوري لمواكبة التغييرات في سلاسل     التوريد أو السوق.

مثال على المخزون الاحتياطي:
إذا كان مصنع يستخدم آلة حساسة تحتاج إلى قطع غيار خاصة بها، فإن وجود مخزون احتياطي من هذه القطع يعد أمرًا حيويًا. في حالة حدوث عطل مفاجئ في الآلة، يمكن استخدام القطع الاحتياطية لضمان استمرار الإنتاج حتى وصول القطع البديلة.

3. الحد الأقصى للمخزون (Maximum Stock Level)
الحد الأقصى للمخزون هو أعلى كمية من المواد أو المنتجات التي يجب أن تتوفر في المخزون. هذا المستوى يُستخدم لتجنب تراكم المخزون الزائد الذي قد يؤدي إلى زيادة التكاليف، مثل تكاليف التخزين أو زيادة رأس المال العامل.
أهمية الحد الأقصى للمخزون:
- تقليل التكاليف: الحفاظ على مخزون زائد يمكن أن يؤدي إلى زيادة في تكاليف التخزين، مثل     استئجار مساحة إضافية، والتكاليف المرتبطة بحركة المواد، بالإضافة إلى تلف     المواد في بعض الأحيان.
- تجنب الفائض: يساعد الحد الأقصى في تجنب وجود كميات من المخزون التي لا تلزم الشركة     أو التي لا يمكن بيعها في الوقت المحدد، مما قد يؤدي إلى تقادم المنتجات أو     إهدار الموارد.

إدارة الحد الأقصى للمخزون:
- التحليل المستمر: يتم تحديد الحد الأقصى للمخزون بناءً على تحليل لحجم الطلب والقدرة     الإنتاجية. ينبغي على الشركات تحديد هذا المستوى بدقة لتجنب تراكم المخزون.
- التحكم في     استلام المواد: يجب أن يتم استلام المواد وتنظيم     التخزين بشكل منظم للحفاظ على مستوى المخزون دون تجاوز الحد الأقصى.

مثال على الحد الأقصى للمخزون:
في حالة شركة لتصنيع الأثاث، قد يتم تحديد الحد الأقصى للمخزون من الخشب لتفادي أي زيادة غير ضرورية في المواد. في هذه الحالة، إذا تجاوز المخزون من الخشب هذا الحد، سيتم تأجيل استقبال المزيد من المواد حتى يتم استخدام الكمية الموجودة.
كيفية تحديد هذه المستويات
تحديد الحد الأدنى، المخزون الاحتياطي، والحد الأقصى يتطلب دراسة دقيقة للعديد من العوامل، مثل:
1.     تحليل الطلب: يجب معرفة كمية الطلب على المواد خلال فترة معينة.
2.     وقت التوريد: معرفة الوقت الذي يستغرقه الموردون لإحضار المواد.
3.     تكاليف التخزين: تحليل تكاليف تخزين المخزون الزائد.
4.     التغيرات في السوق: مراعاة التقلبات الموسمية أو الطارئة في الطلب.
5.     التقنيات المتاحة: استخدام نظم مراقبة المخزون المتطورة التي تساعد على تحديد المستويات المثلى.
أنواع وأشكال المخازن
إدارة المخزون تعتمد على وجود أنواع وأشكال متعددة من المخازن التي تناسب مختلف الاحتياجات والأنشطة التجارية. التصنيف الدقيق للمخازن يساعد الشركات في اتخاذ قرارات أفضل بشأن المكان الأمثل لتخزين المواد والمنتجات، ويعزز من كفاءة العمليات التشغيلية.
أنواع المخازن
1.    المخازن العامة (Public Warehouses)
المخازن العامة هي مخازن مخصصة للاستخدام العام، وتستهدف العديد من الشركات التي تحتاج إلى مساحة لتخزين منتجاتها بشكل مؤقت. هذه المخازن تُديرها عادة شركات متخصصة في توفير خدمات التخزين والإدارة، وتعد خيارًا مثاليًا للشركات التي لا تمتلك القدرة على تخصيص مساحة تخزين دائمة أو تلك التي تحتاج إلى تخزين كميات كبيرة لفترات قصيرة.
مزايا المخازن العامة:
- التكلفة     المنخفضة: بما أن الشركات لا تمتلك المخزن بل     تستأجر المساحة فقط، فإن التكاليف التشغيلية تكون أقل من المخازن الخاصة.
- المرونة: توفر المخازن العامة مرونة في تخصيص المساحات وفقًا للطلب الفعلي من     الشركات، حيث يمكن زيادتها أو تقليصها حسب الحاجة.
- التوزيع     الجغرافي: يتم إنشاء المخازن العامة في مناطق     استراتيجية بالقرب من النقاط التجارية الرئيسية، مما يسهل الوصول إليها ويوفر     الوقت في عمليات النقل.

عيوب المخازن العامة:
- قابلية التحكم     المحدودة: بما أن المخزن ليس مملوكًا للشركة،     فإن التحكم في الإجراءات والممارسات قد يكون محدودًا.
- المخاطر الأمنية: قد تكون المخازن العامة أقل أمانًا مقارنة بالمخازن الخاصة، مما يزيد     من احتمال حدوث سرقات أو تلف في المخزون.

مثال على المخازن العامة:
شركة تعمل في تجارة الملابس قد تستخدم مخزنًا عامًا في مدينة رئيسية لتخزين البضائع الموسمية قبل موسم التخفيضات.
2.    المخازن الخاصة (Private Warehouses)
المخازن الخاصة هي تلك المخازن التي تملكها وتديرها الشركات الخاصة لتخزين منتجاتها أو المواد الخام الخاصة بها. تعتبر هذه المخازن خيارًا مثاليًا للشركات التي تحتاج إلى التحكم الكامل في عملية التخزين، وهي أكثر ملاءمة للشركات التي تمتلك كميات كبيرة من المخزون بشكل مستمر.
مزايا المخازن الخاصة:
- التحكم الكامل: توفر المخازن الخاصة تحكمًا كاملاً في كيفية تخزين المواد والمنتجات،     مما يساعد في تحسين إدارة المخزون.
- الأمان العالي: يمكن تنفيذ إجراءات الأمان المناسبة والحفاظ على المخزون بشكل جيد     لتجنب الخسائر.
- الاستدامة: يمكن تصميم المخازن الخاصة وفقًا لاحتياجات الشركة من حيث الحجم     والموقع والأنظمة اللوجستية.

عيوب المخازن الخاصة:
- التكلفة العالية: بناء وصيانة المخازن الخاصة يتطلب استثمارات كبيرة في البنية التحتية     والتشغيل.
- المرونة     المحدودة: في حالة انخفاض الطلب أو تقليص     المخزون، قد تصبح المساحات غير مستغلة بشكل كامل.

مثال على المخازن الخاصة:
شركة تصنيع السيارات التي تمتلك مخازن لتخزين قطع الغيار الخاصة بها أو السيارات الجاهزة للتوزيع.

أشكال المخازن
إلى جانب الأنواع العامة والخاصة للمخازن، يمكن تصنيف المخازن أيضًا بناءً على طريقة التخزين و نوع المواد المخزنة فيها. هناك نوعان رئيسيان من أشكال المخازن:
1. المخازن المفتوحة (Open Warehouses)
المخازن المفتوحة هي مساحات تخزين مفتوحة تستخدم لتخزين المواد التي لا تتأثر بالتعرض للظروف الجوية، مثل المعادن أو المواد التي لا تحتاج إلى حماية خاصة. عادةً ما تكون هذه المخازن مغطاة جزئيًا أو غير مغطاة تمامًا، ويستخدم هذا النوع من المخازن عندما تكون تكاليف التخزين المنخفضة أمرًا مهمًا.
مزايا المخازن المفتوحة:
- التكلفة     المنخفضة: حيث يمكن إنشاء المخازن المفتوحة     بتكلفة أقل من المخازن المغلقة، لأن لا تحتاج إلى تجهيزات معقدة مثل التدفئة     أو التبريد.
- السهولة في     الوصول: يمكن الوصول إلى المواد المخزنة     بسهولة دون الحاجة إلى التفتيش أو التعامل مع معدات معقدة.

عيوب المخازن المفتوحة:
- الحماية     المحدودة: نظراً لعدم وجود جدران محكمة أو     تغطية كاملة، فإن المواد المخزنة قد تتعرض للتلف نتيجة الظروف البيئية مثل     الأمطار أو أشعة الشمس.
- السلامة والأمان: المخازن المفتوحة قد تكون أكثر عرضة للسرقة أو التخريب.

مثال على المخازن المفتوحة:
المخازن التي تُستخدم لتخزين الحبوب أو المعادن الخام في الصناعات التعدينية أو الزراعية.
3.    المخازن المغلقة (Closed Warehouses)
المخازن المغلقة هي أماكن تخزين محكمة توفر بيئة محكمة للتحكم في درجة الحرارة والرطوبة لحماية المواد الحساسة مثل الأدوية، الإلكترونيات، أو المواد الكيميائية. يتم تجهيز هذه المخازن بأنظمة مراقبة وتخزين متطورة لضمان سلامة المخزون.
مزايا المخازن المغلقة:
- حماية المواد     الحساسة: هذه المخازن توفر بيئة محكمة تحمي     المواد من العوامل الجوية مثل الرطوبة أو الحرارة الزائدة.
- الأمان العالي: المخازن المغلقة تكون أكثر أمانًا بالنسبة للمواد القابلة للتلف أو     المواد التي قد تكون عرضة للسرقة.

عيوب المخازن المغلقة:
- التكلفة العالية: تكلفة بناء وصيانة المخازن المغلقة تكون أعلى من المخازن المفتوحة،     نظرًا للحاجة إلى تجهيزات إضافية مثل التبريد أو أنظمة الأمان.
- إمكانية الوصول     المحدودة: يتطلب الدخول إلى المخازن المغلقة     تجهيزات إضافية لضمان الأمان والرقابة على المخزون.

مثال على المخازن المغلقة:
المخازن التي تخزن الأدوية أو المستلزمات الطبية حيث يجب الحفاظ على درجات حرارة ورطوبة محددة للحفاظ على فعالية المنتجات.
أهمية إدارة المخزون
إدارة المخزون تلعب دورًا حاسمًا في تحسين العمليات التشغيلية للشركات. من خلال استراتيجيات مناسبة لإدارة المخزون، يمكن تقليل التكاليف وتحسين الكفاءة، مما يؤدي إلى تعزيز الأرباح.
1.    تقليل الهدر
من خلال التنظيم الجيد لعمليات الشراء والتخزين، يمكن تقليل الهدر الناتج عن تخزين كميات غير ضرورية من المواد. إدارة المخزون المناسبة تقلل من احتمالية الفقدان أو التلف للمخزون.
2.    تحسين تدفق العمليات
إدارة المخزون تضمن توفر المواد اللازمة في الوقت المحدد. هذا يساهم في تحسين سير العمليات، سواء كانت إنتاجية أو لوجستية، مما يؤدي إلى تقليل التوقفات غير المخطط لها.
3.    تحقيق الكفاءة
من خلال تقليل التكاليف وتحديد احتياجات المخزون بشكل دقيق، يمكن تحسين استغلال الموارد وتحقيق الكفاءة التشغيلية. تنظيم المخزون يساعد في توجيه الموارد بشكل أكثر فعالية مما يؤدي إلى تحسين الأداء العام.
تنظيم إدارة المخزون
السياسات والإجراءات:
- تحديد فترات الجرد الدوري.
- وضع خطط للتخزين وفقًا للاحتياجات     المتوقعة.

التصميم الهيكلي:
- تقسيم المسؤوليات بين فرق العمل     مثل فريق الشراء وفريق الجرد.
- استخدام الأنظمة الإلكترونية     لتنسيق البيانات.

مسؤوليات ومهام إدارة المخزون
- متابعة المخزون: تحديث البيانات باستمرار حول الكميات المتوفرة.
- ضمان الجودة: التأكد من صلاحية المواد المخزنة.
- التخطيط لإعادة     الطلب: بناءً على مستويات الاستخدام     الحالية والمتوقعة.

المركزية واللامركزية في المخزون
المركزية:
- المزايا:
  - تخفيض تكاليف التشغيل.
  - توحيد عمليات الشراء والتخزين.
- العيوب:
  - تأخر في تلبية الطلبات المحلية.
  - زيادة الأعباء الإدارية.

اللامركزية:
- المزايا:
  - تحسين سرعة الاستجابة للاحتياجات      المحلية.
  - توزيع الأعباء الإدارية.
- العيوب:
  - زيادة التكاليف.
  - صعوبة التنسيق بين الفروع      المختلفة.

نظام مراقبة المخزون
أنظمة التحكم اليدوية:
- تعتمد على الجرد اليدوي للمخزون     وتحديث السجلات بشكل دوري.

أنظمة التحكم الآلية:
- تستخدم برمجيات لإدارة المخزون     تلقائيًا مثل ERP.

التكنولوجيا ودورها:
- الباركود: لتتبع العناصر المخزنة بسهولة.
- إنترنت الأشياء (IoT): لمراقبة الحالة البيئية للمواد مثل درجة الحرارة والرطوبة.

خاتمة
تُعد إدارة المخزون عملية حيوية تساهم بشكل كبير في تحسين كفاءة العمليات اللوجستية وضمان استمرارية الأعمال. تتطلب الإدارة الفعالة توازنًا دقيقًا بين التكلفة والكفاءة لتلبية احتياجات العملاء وتحقيق أهداف المؤسسة.
المراجع :
Chopra, S., & Meindl, P. (2016). Supply Chain Management: Strategy, Planning, and Operation (6th ed.). Pearson.
1.      Heizer, J., Render, B., & Munson, C. (2017). Operations Management (12th ed.). Pearson.
2.      Krajewski, L. J., Ritzman, L. P., & Malhotra, M. K. (2013). Operations Management: Processes and Supply Chains (10th ed.). Pearson.
3.      Silver, E. A., Pyke, D. F., & Peterson, R. (2016). Inventory Management and Production Planning and Scheduling (4th ed.). Wiley.
4.      Narasimhan, R., & Das, A. (2001). The Role of Inventory Management in Supply Chain Management. Journal of Operations Management, 19(5), 461-470.
5.      Christopher, M. (2016). Logistics & Supply Chain Management (5th ed.). Pearson.
6.      Hopp, W. J., & Spearman, M. L. (2008). Factory Physics for Managers: How Leaders Improve Performance in a Post-Lean Six Sigma World. McGraw-Hill.

## مفهوم مراقبة المخزون
هي كل النظم والأساليب المستخدمة في حفظ قوائم تفصيلية بأصناف المــواد الخـام والبضائـع الغير مصنـعــة وتامــة الصنع بحيث تكون مستوياتها متناسقة مــع الخطط الإنتاجيـة واحتياجات العملاء التي تم التنبؤ بها وهي تهدف إلى:
أن تكون  سياسة طلب البضائع أقرب ما تكون إلى الفاعلية.
خفض رأس المال المجمد في البضائع المخزونة إلى أدنى مستوى ممكن.
تأمين وجـود البضائع والسلع بالكميات المطلوبة وفي المكان والوقت الصحيحين.
تقليل المخاطر المالية الناجمة عن زيادة المخزون وخاصة في حالة التقلبات المالية والأزمات العالمية والتطورات التكنولوجيا المتلاحقة في المنتجات الحديثة.

## مخاطر زيادة المخزون على كفاءة الأداء داخل الشركات
اكتشفت كثير من الشركات التي تعتمد في إداراتها على مفاهيم العمل الجماعي وبرامج الجودة الشاملة وبرامج الصيانة الإنتاجية الشاملة وتقنيات التحسين المستمر وغيرها من آليات الإدارة المتقدمة أن زيادة المخزون من المواد الخام والأجزاء الأساسية أو بين مراحل الإنتاج المختلفة أو المنتج تام الصنع يؤدى إلى إخفاء كثير من المشكلات الموجودة بالفعل داخل المؤسسة عن الإدارة العليا، فقد يكون داخل المنشأة الصناعية مشاكل مختلفة مثل:
- مشاكل توريدات وموردين.
- انخفاض كفاءة فرق العمل
- مشاكل جودة
- توقف المعدات وأعطالها
- مشاكل إنتاجية
- إعداد وتجهيز طويل للمعدات

كما أن زيادة المخزون هو سير في الاتجاه المعاكس لمفهوم خفض الفاقد حيث يؤدى إلى:
- زيادة المساحة المخصصة للتخزين
- زيادة أعمال النقل والتداول
- زيادة في الوقت والتكلفة
- زيادة احتمال الخسارة في الأصناف التي لها فترة صلاحية محدود
- زيادة في أعباء المراجعة والحصر

## أمثلة المخزون
على الرغم من أن المحاسبين غالباً ما يناقشون المخزون من حيث البضائع المتاحة للبيع، فإن المنظمات - المصنعين ومقدمي الخدمات وغير المباشرة - لديهم أيضاً قوائم جرد (الترتيبات والأثاث والإمدادات… الخ) لا ينوون البيع. يميل المخزون الخاص والمصنعين والموزعين والبائعين إلى التجمع في المستودعات. قد يوجد مخزون بائعي التجزئة في مستودع أو في متجر يمكن للعملاء الوصول إليه. قد يتم الاحتفاظ بالمخزونات غير المخصصة للبيع للعملاء في أي مكان تستخدمه المؤسسة. ويربط الأسهم المال، وإذا لم يتم التحكم فيه، سيكون من المستحيل معرفة المستوى الفعلي للمخزونات وبالتالي من المستحيل السيطرة عليه. في حين تمت تغطية أسباب الاحتفاظ بالمخزون في وقت سابق، تقوم معظم مؤسسات التصنيع عادةً بتقسيم المخزون «البضائع المعروضة للبيع» إلى: المواد الخام، المواد والمكونات المجدولة للاستخدام في صنع منتج، العمل قيد التنفيذ، WIP المواد والمكونات التي بدأت تحولها إلى السلع تامة الصنع، السلع التامة الصنع سلع جاهزة لبيع العملاء، بضائع لإعادة البيع البضائع المعادة التي هي قابلة للبيع، مخزون في العبور، مخزون شحنة، توريد صيانة.

## مبدأ المخزون التناسبي
تعد نسبة المخزون هي هدف إدارة المخزون المدفوع بالطلب. وتتمثل النتيجة المثلى الأساسية في الحصول على نفس العدد من الأيام (أو ساعات أو ما شابه) من المخزون في متناول اليد عبر جميع المنتجات بحيث يكون وقت إطلاق جميع المنتجات متزامنًا. في مثل هذه الحالة، لا يوجد «مخزون فائض»، أي مخزون يمكن تركه في منتج آخر عند نفاذ المنتج الأول. المخزون الزائد هو دون المستوى الأمثل لأن الأموال التي تم إنفاقها للحصول عليها يمكن أن تستخدم بشكل أفضل في أي مكان آخر، أي المنتج الذي نفذ للتو. الهدف الثانوي للتناسب المخزون هو تقليل المخزون. من خلال دمج التنبؤ الدقيق بالطلب مع إدارة المخزون، بدلاً من النظر فقط إلى المتوسطات السابقة، من المتوقع الحصول على نتيجة أكثر دقة وأفضل. كما يسمح لتنبؤ بالطلب في إدارة المخزون بهذه الطريقة بالتنبؤ بنقطة «يمكن الاحتواء» عندما يكون تخزين المخزون محدودًا على أساس كل منتج.
إن أسلوب التناسب في المخزون هو الأنسب بالنسبة للمخزون الذي لا يزال غير مرئي من قبل المستهلك، في مقابل أنظمة «الاحتفاظ الكامل» حيث يرغب المستهلك في البيع بالتجزئة في رؤية الرفوف الكاملة للمنتج الذي يشترونه حتى لا يعتقد أنهم يشترون شيئًا ما قديم، غير مرغوب فيه أو تالف. وتختلف عن أنظمة «نقطة الزناد» حيث يتم إعادة ترتيب المنتج عندما يصل إلى مستوى معين؛ يتم استخدام نسبة المخزون بشكل فعال من خلال عمليات التصنيع في الوقت المناسب وتطبيقات التجزئة حيث يتم إخفاء المنتج من العرض. وكان أحد الأمثلة المبكرة على نسبة التناسب في المخزون المستخدمة في تطبيق البيع بالتجزئة في الولايات المتحدة هو وقود المحركات. يتم تخزين وقود السيارات (مثل البنزين) بشكل عام في صهاريج تخزين تحت الأرض. لا يعرف سائقو السيارات ما إذا كانوا يشترون البنزين من أعلى أو أسفل الخزان، ولا يحتاجون إلى الرعاية. بالإضافة إلى ذلك، فإن صهاريج التخزين هذه لديها السعة القصوى ولا يمكن تعبئتها. أخيراً، المنتج غالي الثمن. وتستخدم نسبة التناسب في المخزونات لموازنة قوائم الجرد لمختلف درجات وقود المحركات، حيث يتم تخزين كل منها في خزانات مخصصة، بما يتناسب مع مبيعات كل درجة. لا ينظر إلى المخزون الزائد أو قيمة من قبل المستهلك، لذلك هو ببساطة غرق النقدية (حرفيا) في الأرض. تقلل نسبة التناسب من المخزونات الفائضة المنقولة في صهاريج تخزين تحت الأرض. تم تطوير وتطبيق هذا التطبيق لوقود المحرك لأول مرة من قبل شركة بترول سوفت في عام 1990 لصالح شركة شيفرون للمنتجات. تستخدم معظم شركات النفط الكبرى مثل هذه الأنظمة اليوم.

## في الوقت المناسب
نشأ التصنيع في الوقت المناسب (JIT-Just In Time) في اليابان في الستينيات والسبعينيات. ساهمت تويوتا موتور كورب  في أكبر قدر من التطور. تسمح هذه الطريقة للشركات بتوفير مبالغ كبيرة من المال والحد من الهدر من خلال الاحتفاظ فقط بالمخزون الذي تحتاج إليه لإنتاج المنتجات وبيعها. هذا النهج يقلل من تكاليف التخزين والتأمين، فضلا عن تكلفة تصفية أو تجاوز المخزون الزائد. إدارة المخزون يمكن أن تكون محفوفة بالمخاطر. إذا ارتفع الطلب بشكل غير متوقع، فقد لا يتمكن المصنع من الحصول على المخزون الذي يحتاجه لتلبية هذا الطلب، مما يلحق الضرر بسمعته مع العملاء ويقود الأعمال نحو المنافسين. حتى أصغر حالات التأخير يمكن أن تكون إشكالية؛ إذا لم يصل أحد المدخلات الرئيسية «في الوقت المناسب»، يمكن أن يحدث عنق الزجاجة.(necking)

## تخطيط متطلبات المواد
إن أسلوب إدارة المخزون الخاص بمتطلبات المواد (MRP) يعتمد على توقعات المبيعات، وهذا يعني أنه يجب أن يكون لدى الشركات المصنعة سجلات مبيعات دقيقة لتمكين التخطيط الدقيق لاحتياجات المخزون ولإبلاغ تلك الاحتياجات مع موردي المواد في الوقت المناسب. على سبيل المثال، قد تضمن الشركة المصنعة لمعدات التزلج التي تستخدم نظام مخزون MRP وجود مواد مثل البلاستيك والألياف الزجاجية والخشب والألومنيوم في المخزون بناءً على الأوامر المتوقعة. عدم القدرة على التنبؤ الدقيق بالمبيعات وتخطيط عمليات اقتناء الجرد يؤدي إلى عدم قدرة الشركة المصنعة على الوفاء بالطلبات.

## حساب المخزون
إن محاسبة المخزون هي هيئة المحاسبة التي تتعامل مع التقييم والمحاسبة للتغيرات في الموجودات التي تم جردها. جرد الشركة عادة ينطوي على السلع في ثلاث مراحل من الإنتاج: السلع الخام والسلع الجارية والسلع تامة الصنع الجاهزة للبيع. ستقوم محاسبة المخزون بتعيين قيم للعناصر في كل من هذه العمليات الثلاثة وتسجيلها كأصول الشركة. الأصول هي سلع من المحتمل أن تكون ذات قيمة مستقبلية للشركة. يجب تقييم الأصول بدقة حتى يمكن تقييم الشركة بدقة. يمكن أن تتغير عناصر المخزون في أي من مراحل الإنتاج الثلاثة من حيث القيمة. يمكن أن تحدث التغيرات في القيمة لعدد من الأسباب بما في ذلك الاستهلاك، التدهور، التقادم، التغير في ذوق العملاء، زيادة الطلب، انخفاض عرض السوق وما إلى ذلك. وسيقوم نظام دقيق لمحاسبة المخزون بمتابعة هذه التغييرات على سلع المخزون في جميع مراحل الإنتاج الثلاثة وتعديل قيم أصول الشركة والتكاليف المرتبطة بالجرد وفقًا لذلك.

## دور محاسبة المخزون
من خلال مساعدة المنظمة على اتخاذ قرارات أفضل، يمكن للمحاسبين مساعدة القطاع العام على التغيير بطريقة إيجابية للغاية توفر قيمة متزايدة لاستثمار دافعي الضرائب. كما يمكن أن يساعد في تقدم الحوافز وضمان أن تكون الإصلاحات مستدامة وفعالة على المدى الطويل، من خلال ضمان الاعتراف بالنجاح بشكل مناسب في أنظمة المكافآت الرسمية وغير الرسمية للمنظمة. إن القول بأن لديهم دورًا أساسيًا يلعبونه هو قول غير لائق. يرتبط التمويل بمعظم العمليات التجارية الرئيسية داخل المؤسسة، إن لم يكن كلها. يجب أن يكون توجيه أنظمة الإشراف والمساءلة التي تضمن أن المنظمة تقوم بأعمالها بطريقة مناسبة وأخلاقية. من الأهمية بمكان أن يتم وضع هذه الأسس بقوة. وكثيراً ما يكون هذا هو اختبار عبء الثقة في المؤسسة أو كسبها. كما ينبغي أن يوفر التمويل المعلومات والتحليل والمشورة لتمكين مديري خدمات المنظمات من العمل بفعالية. هذا يتجاوز الانشغال التقليدي بالميزانيات - ما مقدار ما أنفقناه حتى الآن، وكم بقي لنا أن ننفق؟ يتعلق الأمر بمساعدة المنظمة على فهم أدائها بشكل أفضل. وهذا يعني إجراء اتصالات وفهم العلاقات بين مدخلات معينة - الموارد التي يتم جلبها - والمخرجات والنتائج التي تحققها. كما أنها تتعلق بفهم وإدارة المخاطر داخل المنظمة وأنشطتها.

## التناوب في المخزون
ممارسة تغيير طريقة عرض المخزون على أساس منتظم. هذا هو الأكثر استخداما في الضيافة وتجارة التجزئة - خصوصة حيث تباع المنتجات الغذائية. على سبيل المثال، في حالة محلات السوبر ماركت التي يتردد عليها العميل على أساس منتظم، قد يعرف العميل تمامًا ما يريد وأين يكون. وينتج عن ذلك العديد من العملاء الذين يتجهون مباشرة إلى المنتج الذي يبحثون عنه ولا ينظرون إلى سلع أخرى معروضة للبيع. لتثبيط هذه الممارسة، ستقوم المتاجر بتدوير موقع المخزون لتشجيع العملاء على استعراض المتجر بالكامل. هذا على أمل أن يلتقط العميل العناصر التي لا يراها عادة .

## رصيد المخزون
يشير رصيد المخزون إلى استخدام المخزون كضمان للحصول على التمويل. وحيث قد تكون البنوك مترددة في قبول الضمانات التقليدية، على سبيل المثال في البلدان النامية التي قد لا يتوفر فيها سند ملكية للأراضي، فإن ائتمان المخزون يعتبر وسيلة مهمة محتملة للتغلب على قيود التمويل. ليست فكرة جديدة؛ تشير الأدلة الأثرية إلى أنها كانت تمارس في روما القديمة. من الشائع في معظم أنحاء العالم الحصول على تمويل مقابل مجموعة كبيرة من المنتجات التي يحتفظ بها في مستودع جمركي. يستخدم، على سبيل المثال، مع جبن بارميزان في إيطاليا. يستخدم على نطاق واسع الائتمان المخزون على أساس المنتجات الزراعية المخزنة في بلدان أمريكا اللاتينية وفي بعض البلدان الآسيوية. الشرط المسبق لمثل هذا الائتمان هو أن البنوك يجب أن تكون واثقة من أن المنتج المخزن سيكون متاحًا إذا احتاجت إلى طلب الضمانات. هذا يعني وجود شبكة موثوقة من المستودعات المعتمدة. البنوك تواجه أيضا مشاكل في تقييم المخزون. إن احتمالية حدوث انخفاض مفاجئ في أسعار السلع يعني أنها عادة ما تكون راغبة في إقراض أكثر من 60٪ من قيمة المخزون في وقت القرض.